# Boisseaux
Boisseaux ist eine französische Gemeinde mit 502 Einwohnern (Stand: 1. Januar 2022) im Département Loiret in der Region Centre-Val de Loire. Sie gehört zum Arrondissement Pithiviers und zum Kanton Pithiviers. Die Einwohner werden Boisseliens genannt.

## Geographie
Boisseaux liegt etwa 50 Kilometer nordnordöstlich von Orléans. Umgeben wird Boisseaux von den Nachbargemeinden Neuville Saint Denis im Nordwesten, Andonville im Norden und Nordosten, Erceville im Osten, Outarville im Süden und Südosten sowie Oinville-Saint-Liphard im Südwesten.
Der Bahnhof der Gemeinde liegt an der Bahnstrecke Paris–Bordeaux.

## Bevölkerungsentwicklung
| Jahr                       | 1962 | 1968 | 1975 | 1982 | 1990 | 1999 | 2006 | 2018 |
| Einwohner                  | 310  | 293  | 244  | 234  | 212  | 253  | 346  | 500  |
| Quellen: Cassini und INSEE |      |      |      |      |      |      |      |      |

## Sehenswürdigkeiten

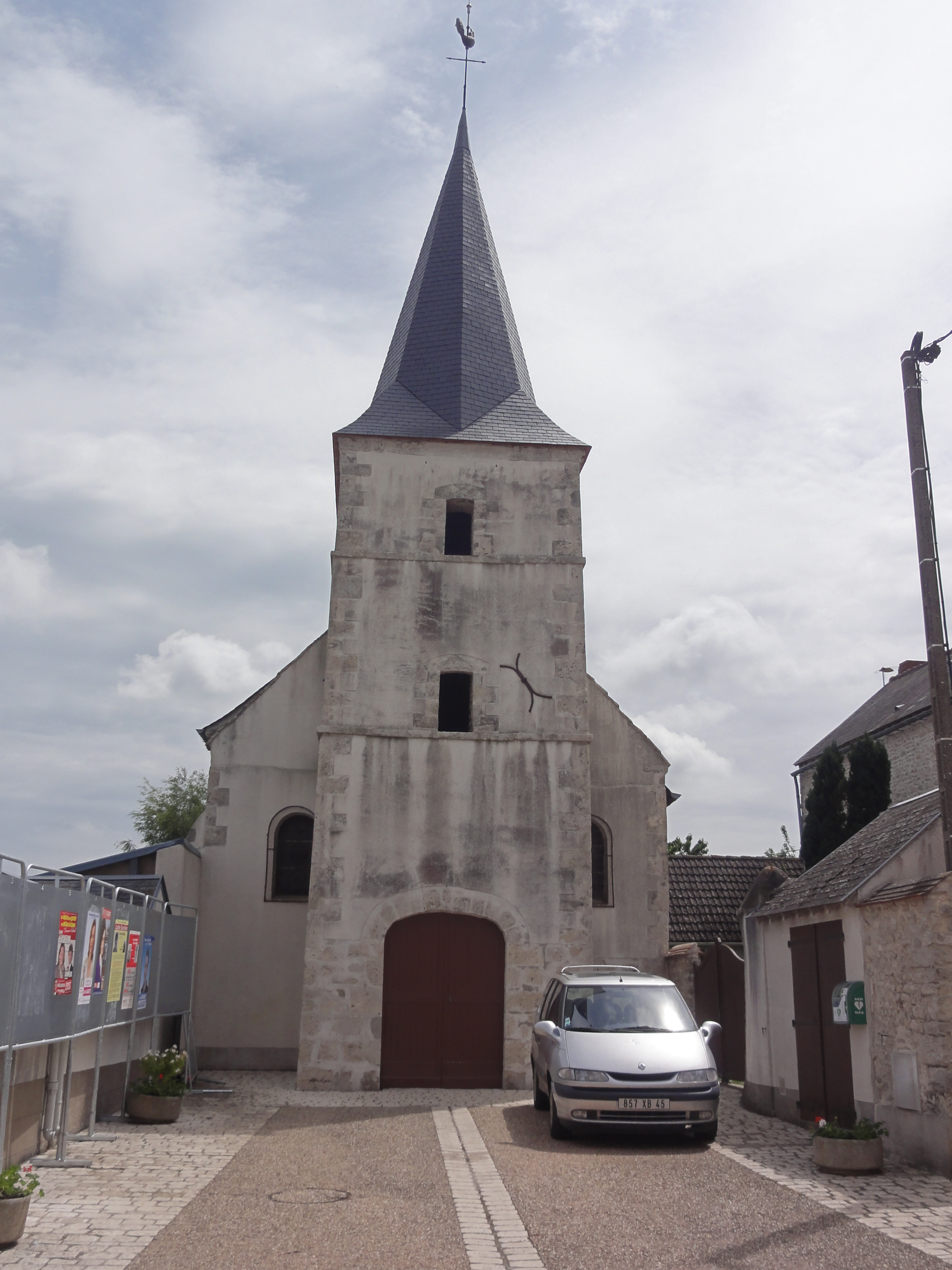
Kirche Saint-Martin

- Kirche Saint-Martin